# Guayapo
Guayapo je rijeka u Venezueli. Pritoka je rijeke Sipapo i pripada porječju rijeke Orinoco.